# Міямото Хадзукі
Міямото Хадзукі (25 грудня 2000) — японська стрибунка у воду.
Учасниця Олімпійських Ігор 2020 року, де в синхронних стрибках з 3-метрового трампліна разом з Харукою Еномото посіла 5-те місце.
.